# Flughafen Campeche

i8
i11
i13
Der Flughafen Campeche „Ingeniero Alberto Acuña Ongay Intl“ (IATA-Code: CPE, ICAO-Code: MMCP) ist ein Flugplatz in Campeche, Bundesstaat Campeche auf der Halbinsel Yucatán in Mexiko. Er wird von der staatlichen Aeropuertos y Servicios Auxiliares betrieben und hatte im Jahr 2022 144.115 Fluggäste.
Es werden Linienflüge von Aeroméxico Connect, Volaris und Viva Aerobus nach Mexiko-Stadt angeboten. Flugzeuge werden ausschließlich über Gangways betreten und verlassen; Fluggastbrücken existieren nicht. Es sind auch keine Flugzeugschlepper vorhanden. Startende Flugzeuge bewegen sich nur durch Eigenantrieb vorwärts. Das Gepäckband ist nur wenige Meter lang.
Der Flughafen liegt am südlichen Stadtrand von Campeche; das Stadtzentrum ist 6 Kilometer entfernt. Eine Anbindung an den ÖPNV existiert noch nicht, Ende Juni 2025 soll der Tren ligero de Campeche eröffnet werden, der eine Haltestelle unmittelbar vor dem Flughafenareal haben wird. Außerdem stehen Taxis zur Verfügung.
Die nächstgelegenen Flughäfen sind:
- Mérida (151 km)
- Aeropuerto Internacional de Ciudad del Carmen (189 km)
- Aeropuerto Internacional de Chetumal (273 km)
- Corozal (Belize) (273 km)
- Caye Chapel (299 km)

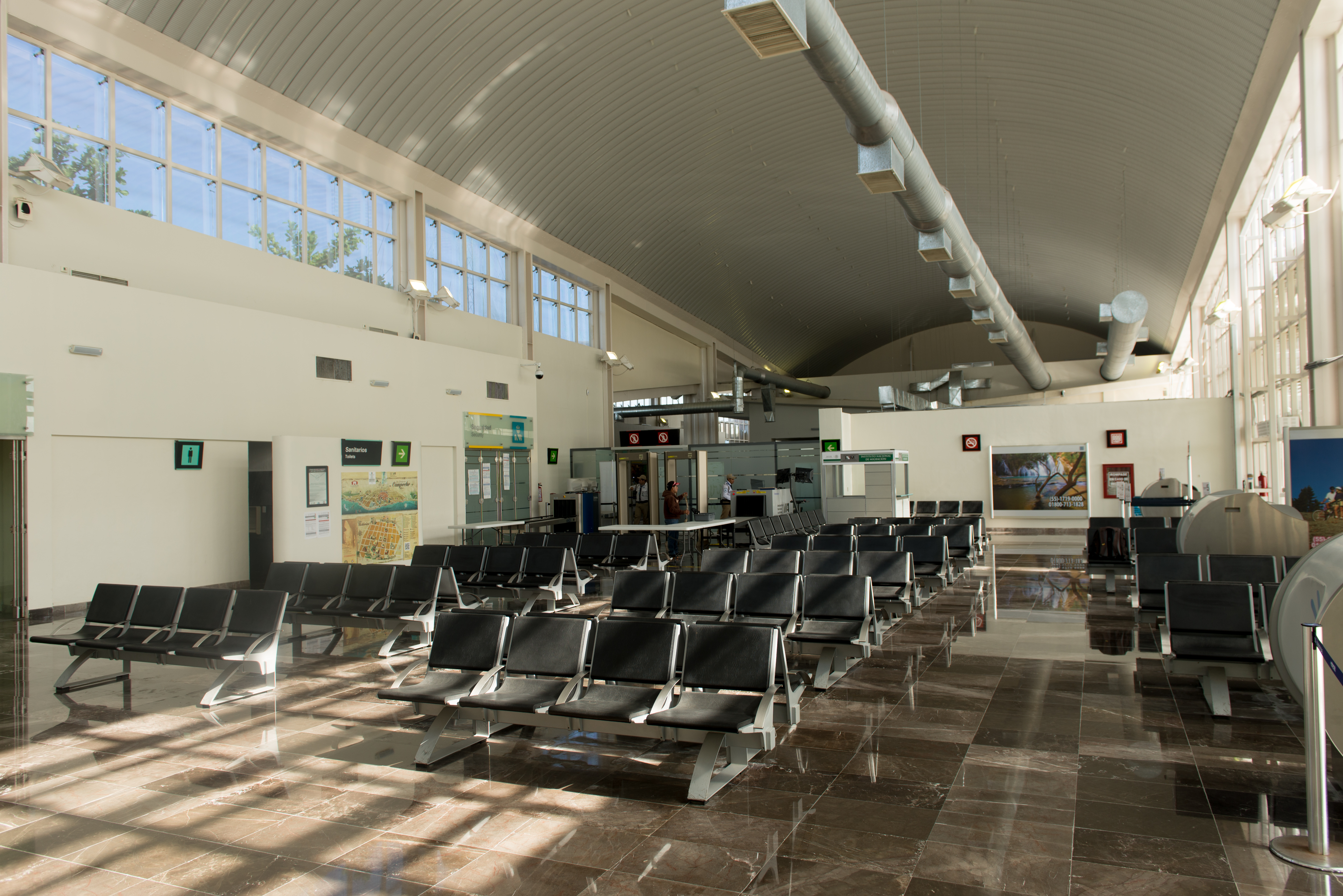
Terminal
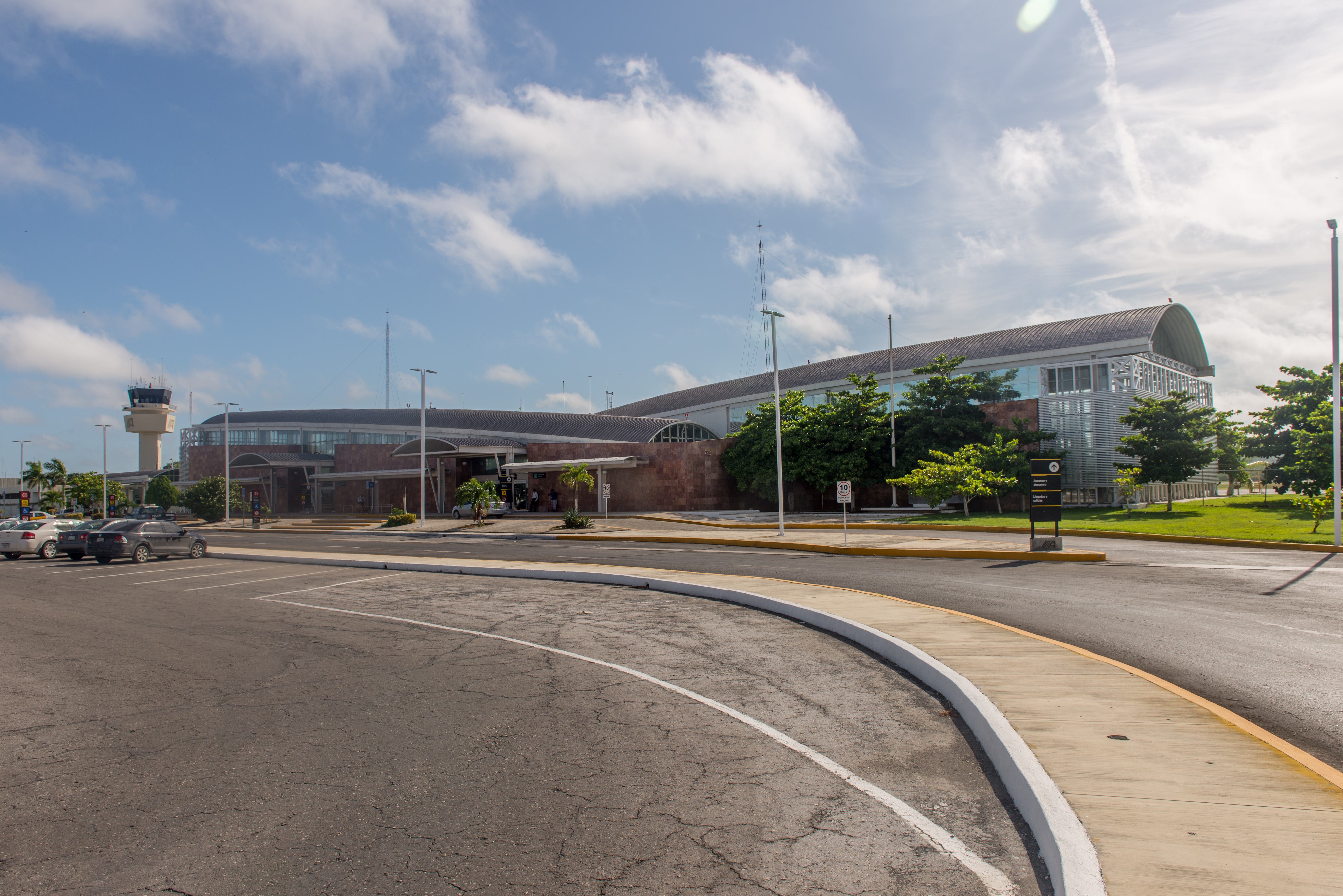
Ansicht vom Parkplatz aus
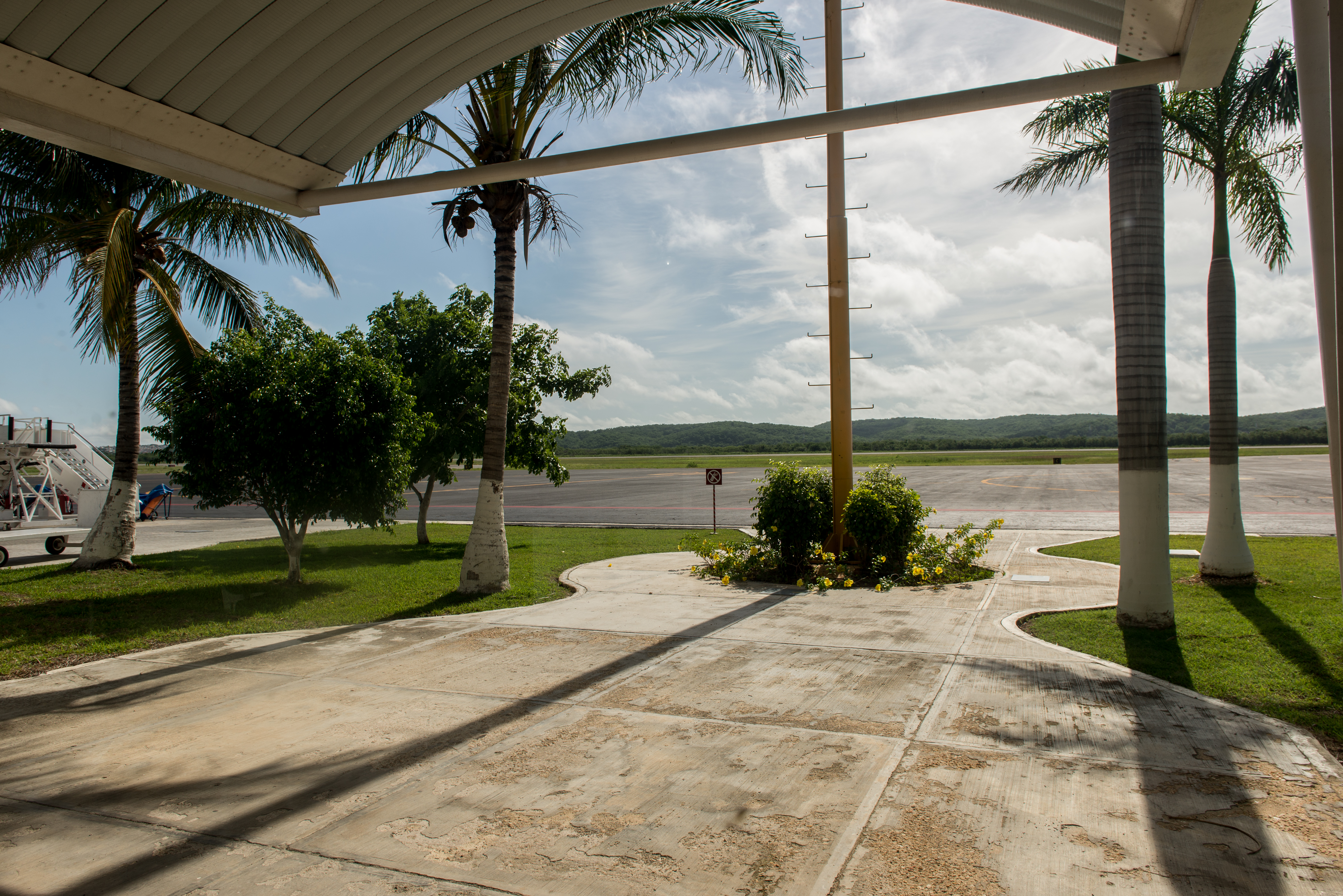
Blick aus dem Terminalgebäude Richtung Start- und Landebahn
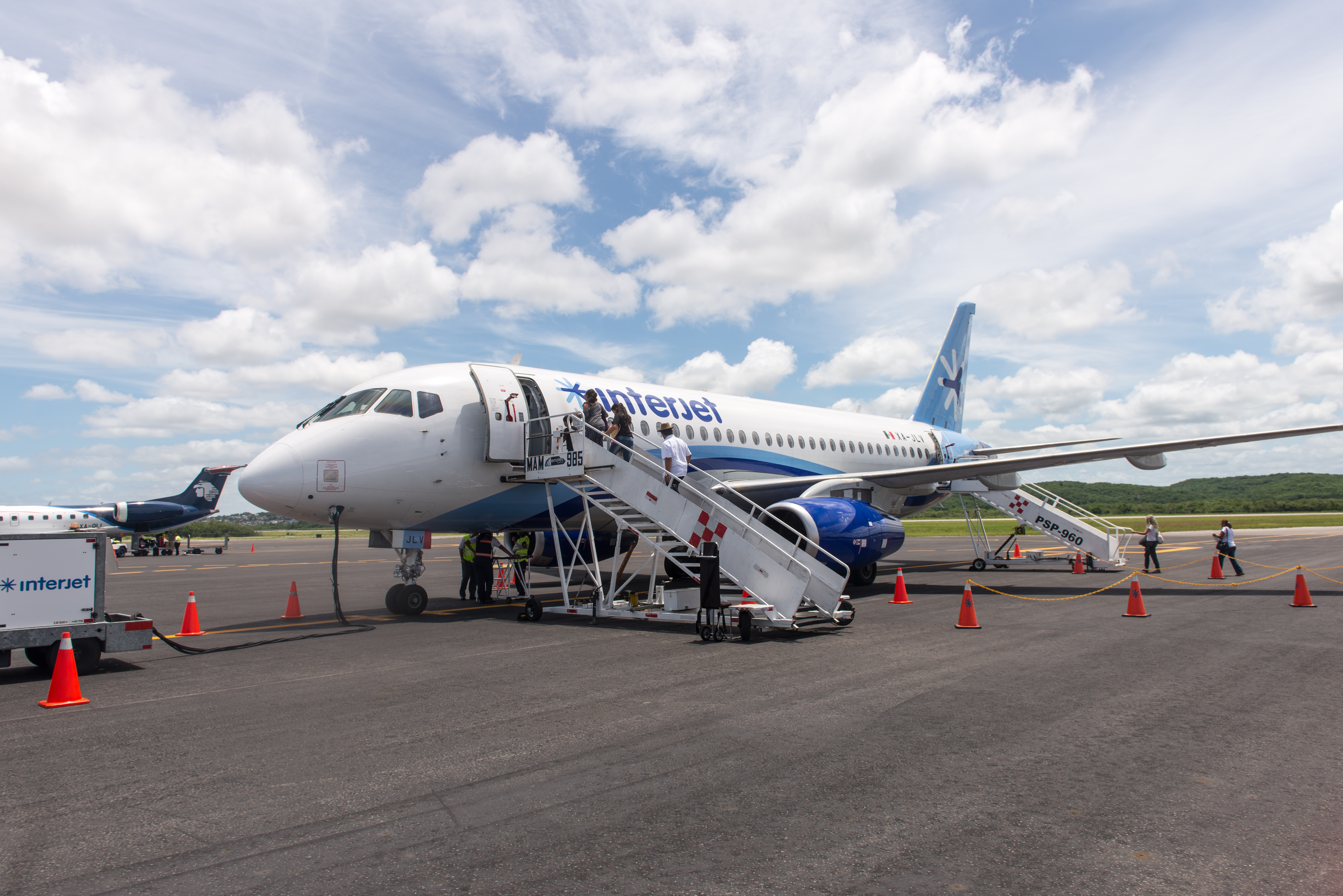
Suchoi Superjet 100 von Interjet
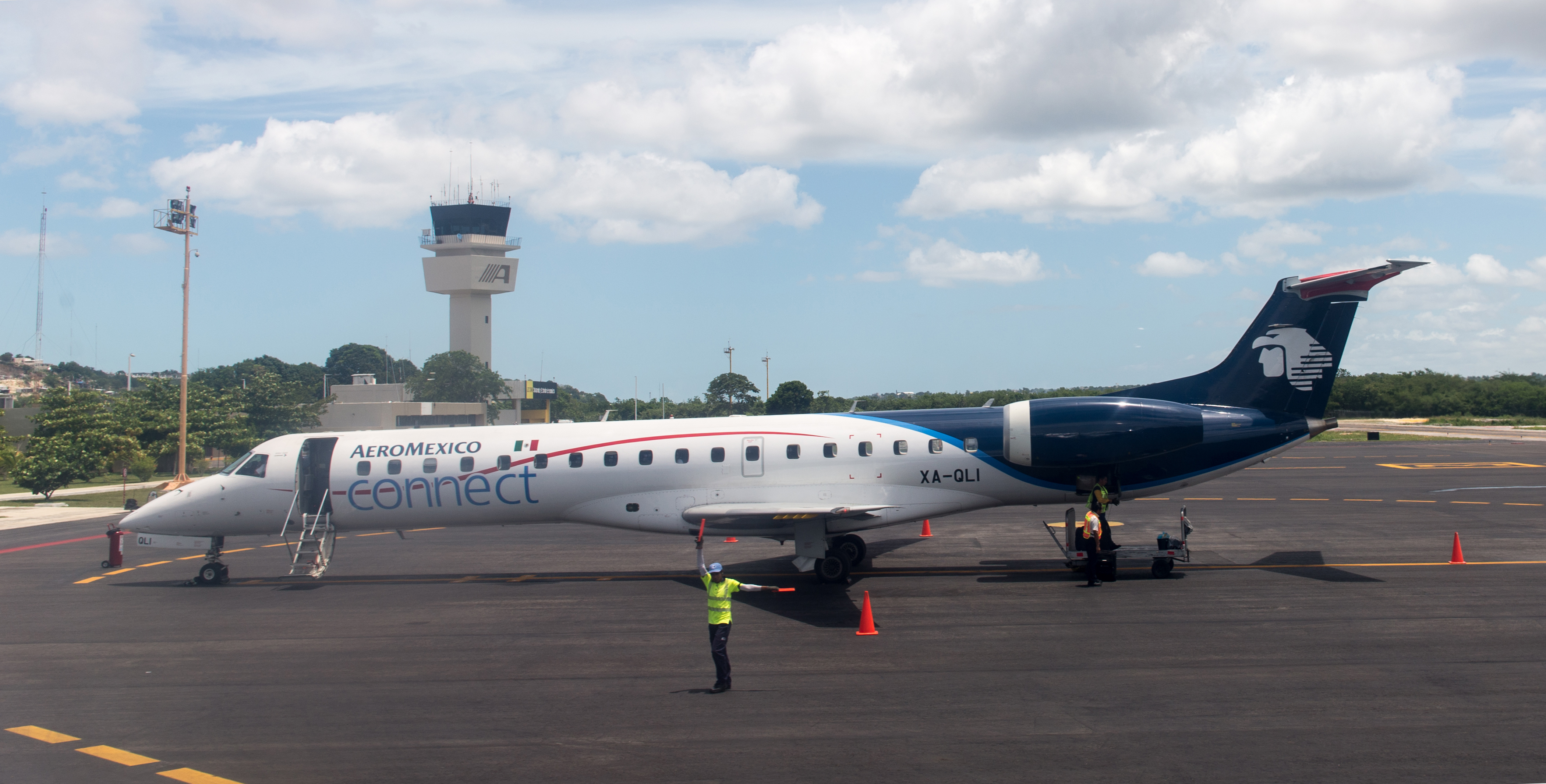
Embraer ERJ-145LU von Aeroméxico Connect